# Episodi di Bonanza (settima stagione)
La settima stagione della serie televisiva Bonanza è andata in onda negli Stati Uniti dal 12 settembre 1965 al 15 maggio 1966 sulla NBC.
| nº | Titolo originale            | Prima TV USA      | Titolo italiano | Prima TV Italia |
| -- | --------------------------- | ----------------- | --------------- | --------------- |
| 1  | The Debt                    | 12 settembre 1965 |                 |                 |
| 2  | The Dilemma                 | 19 settembre 1965 |                 |                 |
| 3  | The Brass Box               | 26 settembre 1965 |                 |                 |
| 4  | The Other Son               | 3 ottobre 1965    |                 |                 |
| 5  | The Lonely Runner           | 10 ottobre 1965   |                 |                 |
| 6  | Devil on Her Shoulder       | 17 ottobre 1965   |                 |                 |
| 7  | Found Child                 | 24 ottobre 1965   |                 |                 |
| 8  | The Meredith Smith          | 31 ottobre 1965   |                 |                 |
| 9  | Mighty Is the Word          | 7 novembre 1965   |                 |                 |
| 10 | The Strange One             | 14 novembre 1965  |                 |                 |
| 11 | The Reluctant Rebel         | 21 novembre 1965  |                 |                 |
| 12 | Five Sundowns to Sunup      | 5 dicembre 1965   |                 |                 |
| 13 | A Natural Wizard            | 12 dicembre 1965  |                 |                 |
| 14 | All Ye His Saints           | 19 dicembre 1965  |                 |                 |
| 15 | A Dublin Lad                | 2 gennaio 1966    |                 |                 |
| 16 | To Kill a Buffalo           | 9 gennaio 1966    |                 |                 |
| 17 | Ride the Wind (1)           | 16 gennaio 1966   |                 |                 |
| 18 | Ride the Wind (2)           | 23 gennaio 1966   |                 |                 |
| 19 | Destiny's Child             | 30 gennaio 1966   |                 |                 |
| 20 | Peace Officer               | 6 febbraio 1966   |                 |                 |
| 21 | The Code                    | 13 febbraio 1966  |                 |                 |
| 22 | Three Brides for Hoss       | 20 febbraio 1966  |                 |                 |
| 23 | The Emperor Norton          | 27 febbraio 1966  |                 |                 |
| 24 | Her Brother's Keeper        | 6 marzo 1966      |                 |                 |
| 25 | The Trouble with Jamie      | 20 marzo 1966     |                 |                 |
| 26 | Shining in Spain            | 27 marzo 1966     |                 |                 |
| 27 | The Genius                  | 3 aprile 1966     |                 |                 |
| 28 | The Unwritten Commandment   | 10 aprile 1966    |                 |                 |
| 29 | Big Shadow on the Land      | 17 aprile 1966    |                 |                 |
| 30 | The Fighters                | 24 aprile 1966    |                 |                 |
| 31 | Home from the Sea           | 1º maggio 1966    |                 |                 |
| 32 | The Last Mission            | 8 maggio 1966     |                 |                 |
| 33 | A Dollar's Worth of Trouble | 15 maggio 1966    |                 |                 |

## The Debt
- Prima televisiva: 12 settembre 1965
- Diretto da: William F. Claxton
- Scritto da: William Blinn

### Trama
- Guest star: Ford Rainey (Sam Kane), Brooke Bundy (Annie Kane), Bill Clark (vice sceriffo Bill), Tommy Sands (Wiley Kane)

## The Dilemma
- Prima televisiva: 19 settembre 1965
- Diretto da: William F. Claxton
- Scritto da: Ward Hawkins, John Hawkins

### Trama
- Guest star: Bill Clark (vice sceriffo), Dayton Lummis (giudice O'Hara), Tom Tully (Sundown Davis), Bob Miles (vice sceriffo), John Archer (Powell), John Hubbard (dottore), Walter Sande (Hamilton), Kelly Thordsen (Drugan), Lincoln Demyan (Hicks), Elizabeth Perry (Ruthie), Anthony D. Call (Billy Davis)

## The Brass Box
- Prima televisiva: 26 settembre 1965
- Diretto da: William F. Claxton
- Scritto da: Paul Schneider

### Trama
- Guest star: Martha Manor (bionda nel saloon), Bill Clark (Jim), Grandon Rhodes (dottore), Bruno VeSota (barista), Roy Jenson (Harry), Sydney Smith (Minton), Michael Dante (Miguel Ortega), Adam Williams (Mueller), Ramón Novarro (Juan Ortega)

## The Other Son
- Prima televisiva: 3 ottobre 1965
- Diretto da: William F. Claxton
- Scritto da: Thomas Thompson

### Trama
- Guest star: Tom Simcox (Andy Watson), Richard Evans (Ellis Watson), Bing Russell (sceriffo Walker), Ed Begley (Clint Watson)

## The Lonely Runner
- Prima televisiva: 10 ottobre 1965
- Diretto da: William Witney
- Scritto da: Thomas Thompson

### Trama
- Guest star: Ken Lynch (Sam Whipple), Roy Barcroft (Frank), Pat Conway (vice sceriffo Pete), Gilbert Roland (Jim Acton)

## Devil on Her Shoulder
- Prima televisiva: 17 ottobre 1965
- Diretto da: Virgil Vogel
- Scritto da: Suzanne Clauser

### Trama
- Guest star: John Doucette (reverendo Evan Morgan), Adrienne Marden (Emma Morgan), Clint Sharp (Colony Member), Peter Helm (Gwylem), Ina Balin (Sarah Reynolds), Karl Lukas (Brother), Victoria Vetri (Essie)

## Found Child
- Prima televisiva: 24 ottobre 1965
- Diretto da: Ralph E. Black
- Scritto da: Frank Cleaver

### Trama
- Guest star: Quintin Sondergaard (Hank), H. T. Tsiang (Su Shin), Grandon Rhodes (dottore), Eileen Baral (Lisa), Charles Bateman (Jim), Phil Chambers (titolare del negozio), Gerald Mohr (Collins)

## The Meredith Smith
- Prima televisiva: 31 ottobre 1965
- Diretto da: John Florea
- Scritto da: Lois Hire

### Trama
- Guest star: Winnie Collins (Widow Smith), Guy Lee (Meredith Smith/Ah Chow), Strother Martin (piccola Meredith Smith), Owen Bush (Ira), Burt Mustin (Jake Smith), Robert Sorrells (Meredith Smith/John Swanson), Eddie Firestone (Potts), Howard Wright (Cal), Wynn Pearce (Ozzie Flynn), Anne Helm (Meredith Smith/Callie Martin), Robert Colbert (Meredith Smith/Ace Jones), Kam Tong (Ching)

## Mighty Is the Word
- Prima televisiva: 7 novembre 1965
- Diretto da: William F. Claxton
- Scritto da: Thomas Thompson, Robert L. Goodwin

### Trama
- Guest star: Glenn Corbett (Rev. Paul Watson), Julie Gregg (Dolly), Bill Clark (vice sceriffo Bill), Michael Witney (Cliff Rexford), Sue Randall (Sue Watson)

## The Strange One
- Prima televisiva: 14 novembre 1965
- Diretto da: Gerd Oswald
- Scritto da: Stephen Lord, Jo Pagano

### Trama
- Guest star: Bill Clark (cittadino), Jean Engstrom (Francine), Grandon Rhodes (dottore), Clint Sharp (membro dello scompartimento del treno), Robert McQueeney (sceriffo Jeremy), Willard Sage (Wynn), Jean Del Val (Rene), Louise Sorel (Marie)

## The Reluctant Rebel
- Prima televisiva: 21 novembre 1965
- Diretto da: R. G. Springsteen
- Scritto da: Wally Geor

### Trama
- Guest star: Ray Hemphill (Shale), Tim Considine (Billy Penn), Janis Hansen (Millie), Keith London (Sam Cotterfield), Holly Bane (Burkhart), Craig Curtis (Sport), Royal Dano (Hank Penn)

## Five Sundowns to Sunup
- Prima televisiva: 5 dicembre 1965
- Diretto da: Gerd Oswald
- Scritto da: William L. Stuart

### Trama
- Guest star: Marie Windsor (Elizabeth Lassiter), Dan White (Weems), Douglas Henderson (reverendo Holmes), James Davidson (Carver Lassiter), Roy Jenson (membro della banda), Barry Atwater (L. B. Merrick), Tom Drake (Kirt), K. L. Smith (Deets), John Hoyt (maggiore Sutcliffe), John Alderson (Gwylnedd), Bruce Mars (Johnny), William Tannen (Albee), Stacy Harris (giudice Simpson), Jack Chaplain (Harry Lassiter)

## A Natural Wizard
- Prima televisiva: 12 dicembre 1965
- Diretto da: Robert Totten
- Scritto da: William Blinn, Suzanne Clauser

### Trama
- Guest star: Douglas Kennedy (Stoney), Karl Swenson (dottor Woods), Robert Rothwell (lavoratore nel ranch), Jacqueline Scott (Joy Dexter), Eddie Hodges (Skeeter Dexter)

## All Ye His Saints
- Prima televisiva: 19 dicembre 1965
- Diretto da: William F. Claxton
- Scritto da: William Blinn

### Trama
- Guest star: Charlie Briggs (vice sceriffo), Rodolfo Acosta (Lijah), Bob Miles (vice sceriffo), Harvey Stephens (dottor Randall), Simon Scott (Evan Thorpe), Leif Erickson (Tom Caine), Clint Howard (Michael Thorpe)

## A Dublin Lad
- Prima televisiva: 2 gennaio 1966
- Diretto da: William F. Claxton
- Scritto da: Mort Thaw

### Trama
- Guest star: Margaret Field (Molly), Paul Birch (Porter), Bern Hoffman (barista), Clint Sharp (membro giuria), Tim McIntire (Jeb), Robert Carson (rappresentante giuria), Paul Genge (giudice), Liam Sullivan (Terrence O'Toole)

## To Kill a Buffalo
- Prima televisiva: 9 gennaio 1966
- Diretto da: William F. Claxton
- Scritto da: Michael Fisher

### Trama
- Guest star: Bob Miles (cittadino), Steve Gravers (Martinez), Grandon Rhodes (dottore), True Ellison (Julie), Ralph Moody (vecchio indiano), Sarah Selby (Mrs. Flanner), Jose DeVega (Tattoo)

## Ride the Wind (1)
- Prima televisiva: 16 gennaio 1966
- Diretto da: William Witney
- Scritto da: Paul Schneider

### Trama
- Guest star: David Pritchard (Pat), James Noah (Sykes), Tom Lutz (Emmett Carver), Peter Ritter (Hank), Warren Vanders (Hoke), Gilbert Green (Jenson), Richard Hale (capo Winnemucca), Victor Jory (Charles Ludlow), Roger Etienne (Fontaine), Raymond Guth (Homer), Robert Brubaker (DeVere), Tom Lowell (Jabez Ludlow), Ben Wright (Spires), Clay Tanner (Herb), DeForest Kelley (Tully), Rod Cameron (Curtis Wade), Stewart Moss (Aaron Bornstein), Bob Lawandt (Jones)

## Ride the Wind (2)
- Prima televisiva: 23 gennaio 1966
- Diretto da: William Witney
- Scritto da: Paul Schneider

### Trama
- Guest star: Bill Edwards (Hoffman), Wolfe Barzell (Samuel Bornstein), Bob Lawandt (Jones), Peter Ritter (Hank), Warren Vanders (Hoke), Gilbert Green (Jenson), Richard Hale (capo Winnemucca), Roger Etienne (Fontaine), Raymond Guth (Homer), Robert Brubaker (DeVere), Tom Lowell (Jabez Ludlow), Ben Wright (Spires), Stewart Moss (Aaron Bornstein), Bill Clark (Wilson), Clay Tanner (Herb), Rod Cameron (Curtis Wade), DeForest Kelley (Tully), James Noah (Sykes), David Pritchard (Pat), Jack Big Head (Bear Dance)

## Destiny's Child
- Prima televisiva: 30 gennaio 1966
- Diretto da: Gerd Oswald
- Scritto da: Robert V. Barron

### Trama
- Guest star: Dick Peabody (Sonny), Tim Stafford (Jaime), Grandon Rhodes (dottore), Clint Sharp (membro posse), Walter Burke (Jesse), C. Lindsay Workman (Badgett), Steve Raines (Darrell), Henry Wills (membro posse), Robert V. Barron (cacciatore)

## Peace Officer
- Prima televisiva: 6 febbraio 1966
- Diretto da: William Witney
- Scritto da: Don Mullavy

### Trama
- Guest star: Lorna Thayer (Mrs. Roberts), Grandon Rhodes (dottor Brown), Eric Fleming (Wes Dunn), Ray Stricklyn (Cliff), Dee Pollock (Chuck), Clyde Howdy (vice Bill Harris), Ted Knight (maggiore Garrett), Roy Barcroft (vice Hacker), I. Stanford Jolley (Jonesy), Ron Foster (Dave Morrissey), Jesse Wayne (membro della banda)

## The Code
- Prima televisiva: 13 febbraio 1966
- Diretto da: William F. Claxton
- Scritto da: Sidney Ellis

### Trama
- Guest star: Zalman King (Pete), Charles Wagenheim (Felger), George Wescourt (Win), Martha Manor (Martha), Bruno VeSota (Sam Tucker), Robert Ellenstein (Fitts), Jan Shepard (Sally), George Montgomery (Dan Taggart)

## Three Brides for Hoss
- Prima televisiva: 20 febbraio 1966
- Diretto da: Ralph E. Black
- Scritto da: Jo Pagano

### Trama
- Guest star: Sharyl Locke (Jenny), Claude Hall (Ned), Majel Barrett (Annie), Grandon Rhodes (dottore), Stuart Erwin (Jester), Orville Sherman (Matt), Mitzi Hoag (Libby), Wynn Pearce (Jed), Danielle Aubry (Yvette), Victor Sen Yung (Hop Sing)

## The Emperor Norton
- Prima televisiva: 27 febbraio 1966
- Diretto da: William F. Claxton
- Scritto da: Robert Sabaroff, Gert P. Young

### Trama
- Guest star: William Challee (Samuel Clemens/Mark Twain), Tom Palmer (George Harris), Audrey Larkins (donna), John Napier (Chris Milner), Charles Irving (giudice), Parley Baer (Harry Crawford), Sam Jaffe (Joshua Norton)

## Her Brother's Keeper
- Prima televisiva: 6 marzo 1966
- Diretto da: R. G. Springsteen
- Scritto da: Mort Thaw, Lee Pickett

### Trama
- Guest star: Nancy Gates (Claire Amory), Norman Leavitt (commesso), Wesley Lau (Carl Amory), Ralph Montgomery (Charlie), Grandon Rhodes (dottore)

## The Trouble with Jamie
- Prima televisiva: 20 marzo 1966
- Diretto da: R. G. Springsteen
- Scritto da: Helen B. Hicks

### Trama
- Guest star: Ross Elliott (Matthew), Tracey Olsen (Elizabeth), Michael Burns (Jamie)

## Shining in Spain
- Prima televisiva: 27 marzo 1966
- Diretto da: Maurice Geraghty
- Scritto da: Elliot Gilbert

### Trama
- Guest star: Robert Williams (impiegato dell'hotel), Gene Lyons (Taylor Dant), Judi Rolin (Wendy Dant), Martha Manor (Martha), Hal Baylor (commesso viaggiatore), Woodrow Parfrey (Huber), Clint Sharp (conducente della diligenza)

## The Genius
- Prima televisiva: 3 aprile 1966
- Diretto da: R. G. Springsteen
- Scritto da: Don Mullavy

### Trama
- Guest star: Bruno VeSota (barista), Salvador Baguez (Jesus), Troy Melton (Dravers), Grandon Rhodes (dottore), Jorja Curtright (Lydia Evans), Lonny Chapman (Will Smith)

## The Unwritten Commandment
- Prima televisiva: 10 aprile 1966
- Diretto da: Gerd Oswald
- Scritto da: Jo Pagano, William Blinn, Daniel B. Ullman

### Trama
- Guest star: Martha Manor (ragazza nel saloon), Anne Jeffreys (Lily), Cosmo Sardo (barista), Jerry Newton (Mike Walker), Wayne Newton (Andy Walker), Malcolm Atterbury (Willard Walker)

## Big Shadow on the Land
- Prima televisiva: 17 aprile 1966
- Diretto da: William F. Claxton
- Scritto da: Richard H. Bartlett, William F. Leicester

### Trama
- Guest star: Brioni Farrell (Regina Rossi), Robert Foulk (Seth), Robert Corso (Tonio), Michael Stefani (Lorenzo Rossi), Penny Santon (Maria Rossi), Hoke Howell (Billy), Jack Kruschen (Georgio Rossi)

## The Fighters
- Prima televisiva: 24 aprile 1966
- Diretto da: R. G. Springsteen
- Scritto da: Robert L. Goodwin

### Trama
- Guest star: Cal Bolder (Charlie), Bruce Mars (Bert), Michael Conrad (Hank Kelly), Mari Aldon (Ruby Kelly), Phillip Pine (Ross Dugan), Gene Tyburn (Smitty), Grandon Rhodes (dottore)

## Home from the Sea
- Prima televisiva: 1º maggio 1966
- Diretto da: Jean Yarbrough
- Scritto da: Stanley Adams, George F. Slavin

### Trama
- Guest star: Wayne Heffley (Andy), Ivor Barry (Morgan), Margaret Shinn (ragazza nel saloon), Alan Bergmann (Gilly Maples)

## The Last Mission
- Prima televisiva: 8 maggio 1966
- Diretto da: R. G. Springsteen
- Scritto da: S. S. Schweitzer, William Douglas Lansford

### Trama
- Guest star: Ken Mayer (Polk), George Keymas (capo Elkoro), Clay Tanner (Wiggins), Tom Reese (Devlin), R.G. Armstrong (colonnello Keith Jarrell), Brendon Boone (soldato Lowell)

## A Dollar's Worth of Trouble
- Prima televisiva: 15 maggio 1966
- Diretto da: Donald R. Daves
- Scritto da: Robert L. Goodwin

### Trama
- Guest star: Elisha Cook, Jr. (John Walker), Mabel Albertson (Madame Adella), Hampton Fancher (Craig Bonner), Robert Foulk (Seth), Sally Kellerman (Kathleen Walker)